# Matthew Man-Oso Ndagoso
Matthew Man-Oso Ndagoso (* 3. Januar 1960 in Lot, Nigeria) ist Erzbischof von Kaduna in Nigeria.

## Leben
Matthew Man-Oso Ndagoso kam erst im Alter von 8 Jahren, nach dem Tod seiner Mutter, mit dem christlichen Glauben in Berührung. Er ließ sich nach zwei Jahren taufen und studierte später katholische Theologie. Am 4. Oktober 1986 empfing er die Priesterweihe.
Matthew Man-Oso Ndagoso wurde am 28. Februar 2003 zum Bischof von Maiduguri berufen. Die Bischofsweihe spendete ihm der Bischof von Kano, Patrick Francis Sheehan am 1. Mai 2003. Mitkonsekratoren waren die Bischöfe Christopher Shaman Abba und Senan Louis O’Donnell.
Im vom päpstlichen Missionswerk missio 2007 veranstalteten Monat der Weltmission weilte Matthew Man-Oso Ndagoso in Deutschland und besucht die Bistümer Erfurt und Magdeburg.
Am 16. November 2007 ernannte ihn Papst Benedikt XVI. zum Erzbischof von Kaduna.